# Coenders (geslacht)
Coenders (ook: Coenders van Helpen) is de naam van een jonker- en hoofdelingengeslacht uit de Nederlandse provincie Groningen dat burgemeesters van Groningen en militairen voortbracht en in 1846 uitstierf.
De familie Coenders wordt voor het eerst vermeld aan het einde van de 13e eeuw. De bewezen stamreeks begint met Coert Coenders, die in de eerste helft van de 15e eeuw in Dokkum leefde. Zijn zoon Hendrick (overleden vóór 1511) verkreeg een borg in het gehucht Helpman bij Groningen, die generaties lang in het bezit van zijn nakomelingen zou blijven. De toevoeging 'Van Helpen' aan de familienaam is ontleend aan deze borg.
In later eeuwen verspreidden de familieleden zich over de Ommelanden waar zij als hoofdelingen en jonkers op de karakteristieke borgen van de regio woonden. Verschillende leden van de familie hebben op regionaal niveau een belangrijke rol gespeeld tijdens de Reformatie. Het geslacht stierf uit met Geertruida Everhard Leonora Josina Alida Coenders van Helpen (1759-1846), weduwe van ds. Jacobus Meesters (1759-1785) en daarna van Christiaan Seest (1759-voor 1846), directeur van de Amsterdamse geschutgieterij die in augustus 1814 uit Amsterdam vertrok zonder orde op zaken te stellen.

## Telgen
- Rudolf Coenders
- Berend Coenders van Helpen
- Wilhelmus Coenders van Helpen